# 27513 Mishapipe
27513 Mishapipe è un asteroide della fascia principale. Scoperto nel 2000, presenta un'orbita caratterizzata da un semiasse maggiore pari a 2,2874251 au e da un'eccentricità di 0,2203075, inclinata di 27,21960° rispetto all'eclittica.